# Armor (comics)
Pour les articles homonymes, voir Armor (homonymie).
Armor est une super-héroïne mutante appartenant à l'univers de Marvel Comics. Créé par le scénariste Joss Whedon et le dessinateur John Cassaday, le personnage de fiction apparaît pour la première fois dans le comic book Astonishing X-Men vol.2 #21 d'octobre 2004. Sa véritable identité est Hisako Ichiki. Cette mutante japonaise est capable de générer un exosquelette psionique autour de son corps. Elle est connue pour être un membre des X-Men.

## Biographie du personnage
Hisako Ichiki est une mutante japonaise, née et élevée à Tokyo,,. Ses pouvoirs se développent à l'adolescence. Elle rêve alors de devenir membre des X-Men. Elle intègre l'Institut Xavier de Scott Summers / Cyclope et Emma Frost. Au cours de sa formation, elle se lie d'amitié avec l'étudiant Edie surnommé Wing qui a la capacité de voler. Ils sont tous les deux attaqués par l'extraterrestre Ord qui prive Wing de ses pouvoirs. Peu de temps après, la Salle des Dangers devenue autonome et consciente se sert de l'image d'Hisako pour pousser Edie au suicide. Hisako Ichiki est très affectée par cette mort. Avec les autres élèves de l'institut, elle est attaquée par la Salle des Dangers.
Quand survient le M-Day, jour où la Wanda Maximoff / Sorcière Rouge prive 90 % de la population mutante de leurs pouvoirs, Armor fait partie des 27 élèves qui les conservent,. Elle participe au test d'Emma Frost pour déterminer ceux qui sont aptes à devenir les Nouveaux X-Men. Hisako Ichiki ne fait pas partie des sélectionnés mais reste à l'institut. Avec ses camarades elle est téléportée dans les limbes par le sorcier Bélasco. De retour sur Terre, aux côtés de Wolverine, elle affronte Ord et la Salle de Dangers. Quelques jours plus tard, Wolverine fait d'elle une X-Woman. Hisako défend le manoir quand le bâtiment est attaqué par les nouveaux Acolytes. Elle s'installe sur Utopia avec les autres X-Men.
En raison de divergences d'opinions, les X-Men se séparent en deux factions, l'un mené par Cyclope et l'autre par Wolverine, Armor choisit de suivre ce dernier. Wolverine reconstruit l'école pour jeunes surdoués,. Wolverine et elle affrontent l'un des étudiants, le télépathe Quentin Quire / Kid Omega,.

## Pouvoirs et capacités
Armor peut générer un exosquelette psionique autour de son corps, qui la protège des impacts et augmente sa force physique. Le champ psionique est assez résistant pour lui permettre de survivre à la chaleur dégagée lors d'une entrée dans l'atmosphère terrestre. Toutefois, il ne la protège pas d'armes en adamantium, capables de le transpercer, et d'attaques énergétiques basées sur la lumière, comme les lasers. En se concentrant, elle peut façonner la forme initiale de son exosquelette pour par exemple le doter de griffes. 

## Versions alternatives
En 2012, Hisako Ichiki apparaît dans la réalité alternative d'Ultimate Marvel avec le comic book Ultimate Comics X-Men #17, scénarisé par Brian Wood, dessiné par Carlo Barberi et Juan Vlasco. Dans cette aventure, Armor devient membre des X-Men dirigé par Kitty Pride.
A partir d'avril 2024, elle est la protagoniste du comic book Ultimate X-Men situé dans l'univers 6160. Ces comics sont écrits et dessinés par Peach Momoko.

## Adaptations à d'autres médias
En 2011, Hisako Ichiki apparaît dans la série d'animation japonaise Marvel Anime: X-Men. Le personnage est doublé par Yukari Tamura dans la version japonaise et Stephanie Sheh dans la version anglophone.